# Запрос в друзья
Запрос в друзья (англ. Friend Request, Unfriend) — немецкий англоязычный фильм ужасов, снятый в 2016 году режиссёром Симоном Ферхёвеном. Премьера фильма состоялась 7 января 2016 года. В России релиз состоялся 17 марта 2016 года.

## Сюжет
Популярная девушка Лора, учащаяся в колледже, в социальной сети добавляет в друзья из жалости очень странную сокурсницу Марину, на странице которой лишь ужасные картинки, свидетельствующие о глубокой депрессии и увлечении оккультизмом. Марина слишком серьёзно воспринимает эту дружбу, начинает навязчиво преследовать Лору. Когда же её удаляют из друзей, она кончает жизнь самоубийством перед чёрным зеркалом, чтобы стать демоном. Вскоре начинается травля в сети Лоры, а её реальные друзья в сильнейших приступах галлюцинаций убивают себя…

## В ролях
| Актёр             | Роль                          |
| ----------------- | ----------------------------- |
| Алиша Дебнем-Кэри | Лора Вудсон                   |
| Уильям Моусли     | Тайлер Маккормик              |
| Коннор Паоло      | Коби                          |
| Бритт Морган      | Оливия Мэтисон                |
| Брук Маркам       | Изабэль                       |
| Шон Маркетт       | Густаво Гарсиа                |
| Лизль Алерс       | Марина Миллс / Марина Недифар |
| Шэшони Холл       | Детектив Камерон              |
| Николас Полинг    | помощник детектива Камерона   |
| Сьюзен Данфорд    | Каролина Вудсон, мать Лоры    |